# Guerra de Candía
La guerra de Candía (1645-1669), también conocida como guerra de Creta, fue un conflicto bélico entre la República de Venecia y sus aliados, los Caballeros de Malta, los Estados Papales, voluntarios franceses, la Monarquía Hispánica y los piratas de Mani contra el Imperio otomano y los Estados de Berbería. La guerra se desarrolló fundamentalmente en Creta, otras islas del Egeo y en el Mar Mediterráneo, y terminó con una victoria otomana.

## Situación de los países antes de la guerra
A principios del siglo XVII, el Imperio Otomano había perdido la combatividad del siglo anterior debido a repetidas rebeliones. Mustafa I es depuesto por Osman II, joven enérgico que es consciente de que el Estado necesita reformas urgentes, pero cuando quiere reorganizar a los jenízaros provoca una rebelión, es hecho prisionero y estrangulado en mayo de 1622. Mustafa I vuelve al poder, pero fallece en 1623.
Su sucesor es Murad IV, de 12 años de edad, lo que agrava la anarquía en la corte estambuliota. Los Grandes Visires no tienen autoridad, las tropas se rebelan, en Anatolia empieza una guerra civil y el Imperio safávida invade Mesopotamia y entra en Bagdad. En 1632, el sultán se hace cargo personalmente del gobierno, reprime las rebeliones, impone su voluntad al ejército y derrota a los safávidas recuperando Tabriz y Bagdad. Murad IV muere en 1640 y su sucesor fue Ibrahim I, un loco cruel y libertino que antes de ser asesinado en 1648 puso en peligro toda la obra de Murad IV.
Para Venecia, el siglo XVII es un siglo de decadencia comercial. Ciertamente, preserva su independencia política, pero al ocupar un lugar destacado en el norte de Italia, en el mar Adriático y en el Mediterráneo Oriental se ve obligada a mantener un fuerte ejército y una importante flota que defienda sus intereses comerciales. Este esfuerzo resulta agotador para la Serenísima fruto de la disminución de su flota mercante, la piratería y la competencia de las potencias atlánticas. Aunque sigue siendo un centro comercial activo (vidrierías, sederías, etc.), sus mercados se ven cada vez más limitados a las posesiones venecianas. De la misma forma, debido a su actividad comercial siguió siendo a lo largo de la centuria un importante centro de información y espionaje para las distintas potencias europeas.

## Desencadenante de la guerra
El eunuco Sunbullú, gobernador del harén y una de las personas más cercanas al sultán Ibrahim I, había comprado una esclava joven y hermosa, la cual tuvo un hijo al mismo tiempo que la sultana favorita. Sunbullú logró obtener para su esclava el empleo de ama de leche, y ella supo granjearse tanto la voluntad del sultán, de quien se llegó a decir que quería más al hijo de la esclava que al suyo propio. Una situación que pronto enfadó a la sultana. Un día en que el sultán y el eunuco paseaban juntos por los jardines del serrallo con los dos niños, la sultana se acercó y enseñando su hijo, dijo encolerizada a Ibrahim I:
«Aquí tienes al único que tiene derecho a tu amor.»

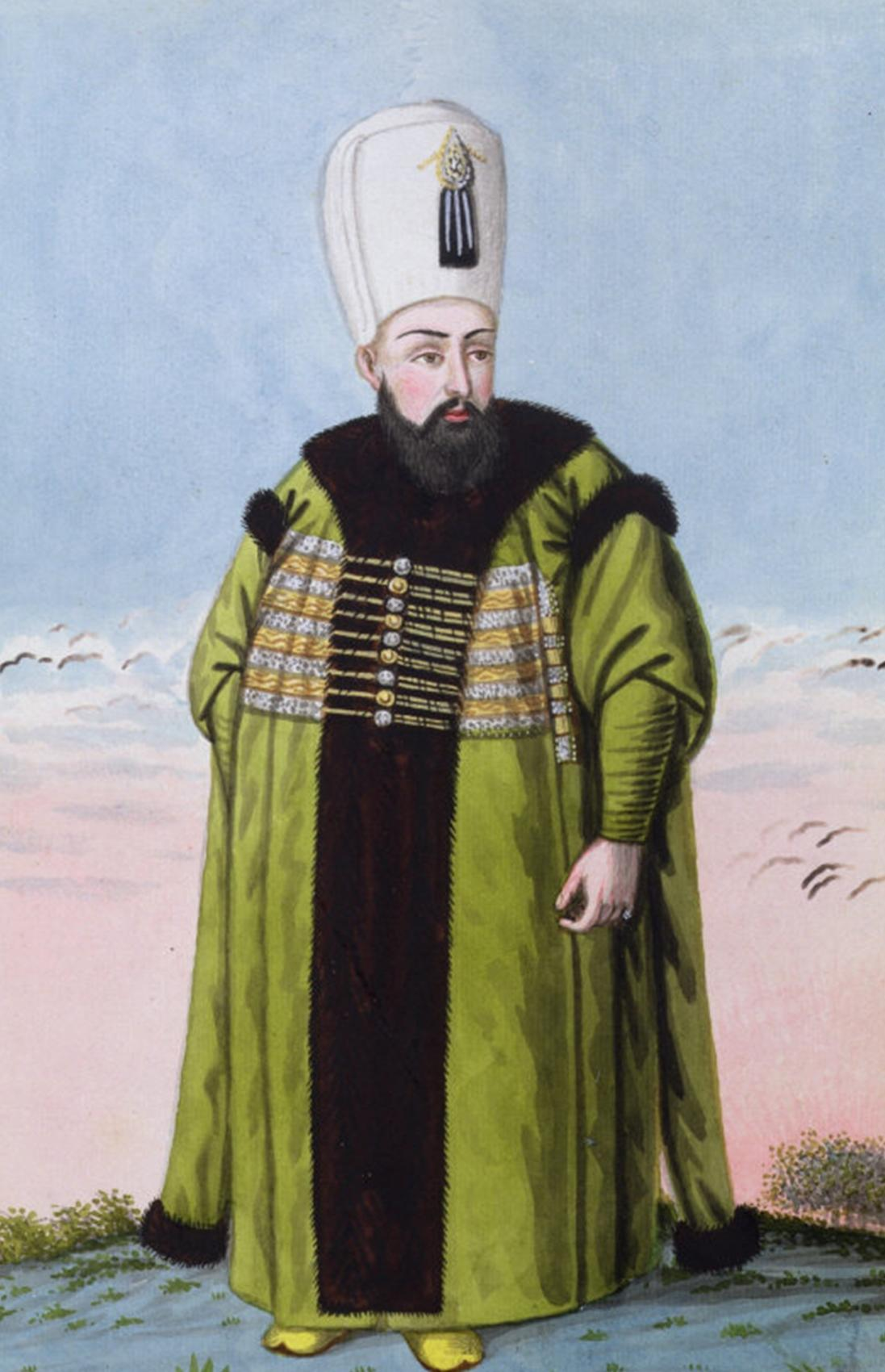
Ibrahim I, obra de John Young.

Ibrahim, enfurecido por su actitud, arrojó al pequeño príncipe a una cisterna, de la que lo sacaron con una cicatriz en la frente que le acompañó el resto de su vida.
Sunbullú, que temía la venganza de la sultana, partió al punto con su esclava y su hijo bajo pretexto de emprender una peregrinación a La Meca, pero la guardia que le acompañaba fue atacada por seis galeras de los Caballeros de San Juan.
Sunbullú murió en el combate. Los malteses creyeron haberse apoderado del heredero al trono otomano, y el pequeño esclavo fue tratado con los mayores honores. La escuadra maltesa, después de su victoria, se dirigió a Candía, donde los venecianos la recibieron con todos los honores. Este recibimiento fue el pretexto del que se valió Ibrahim para declarar la guerra a Venecia.

## La guerra
El 30 de abril de 1645, una gran armada de unas 150 galeras y que transportaba a 50 000 soldados, salió de los Dardanelos y se dirigió a Negroponte, al mando del capitán bajá Yussuf. Desde allí puso rumbo hacia la bahía de Pilos y hacia Canea.
El 24 de junio de 1645 la flota turca entra en la bahía de Cogna, a 30 km de Canea, y al día siguiente marchan las tropas hacia la ciudad. Los habitantes de la ciudad se aterrorizaron ante el imprevisto peligro que les amenazaba, pues se había guardado muy bien el secreto de esta expedición, y Venecia dudó hasta el último momento de las intenciones del Sultán Ibrahim.
Al nordeste de Canea, en una pequeña isla, había dos fuertes venecianos distando entre ellos una milla. Uno fue ocupado sin oposición al encontrarse abandonado. El otro fuerte estaba ocupado solo por sesenta hombres. El capitán veneciano Biagio Giuliani prefirió volar el fuerte antes que rendirlo, matando a 500 otomanos. La toma de estos puertos abrió el puerto de Canea a la entrada de las galeras otomanas.
El día 27 de junio las tropas otomanas empezaron la excavación de trincheras y desembarcaron la artillería. Venecia no esperaba esta agresión otomana. El senado veneciano, una vez enterado del riesgo que se corría, dispuso una leva de tropas extraordinaria. Mandó al gobernador de Candía, Andrés Cornaro, que movilizase sus milicias y las combinase con la flota que se encontraba estacionada en Suda a las órdenes de Antonio Capello. También se mandó una flota de 24 galeras al mando de Tommaso Morosini para bloquear los Dardanelos.
Mientras tanto, el asedio de Canea iba bien para los otomanos. Después de repetidos asaltos, el 27 de julio los sitiadores se establecieron en el bastión de San Demetrio y del 6 al 17 de agosto lanzaron tales ataques que la guarnición veneciana se vio obligada a capitular.
Según la capitulación, se estipuló que los habitantes saldrían libremente de la ciudad, llevándose consigo los efectos más valiosos.

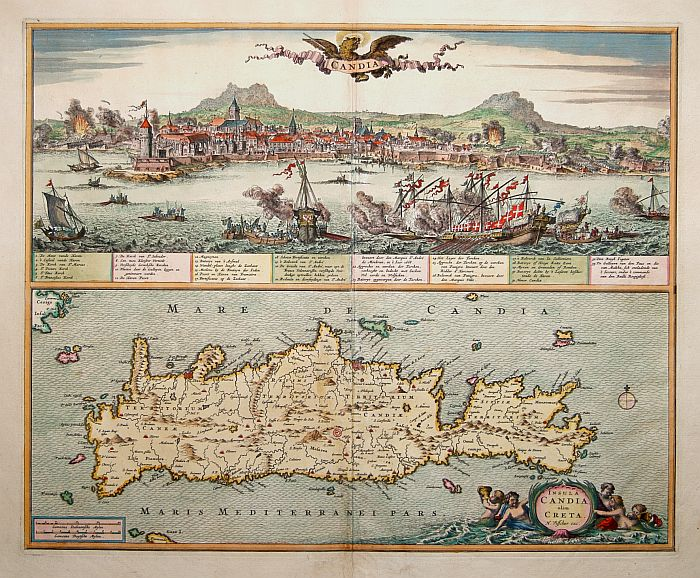
Mapa de Creta.

Con esta victoria los otomanos se apoderaron de 360 piezas de artillería y consiguieron una base para sus operaciones en la isla. Mientras tanto los venecianos se preparaban para la guerra. Recibieron veinte galeras de España, los Estados Pontificios, Toscana y Malta. Sin embargo, Mazarino faltó a su palabra de poner a la disposición de Venecia toda su flota y solo envió dos brulotes. Con estas embarcaciones la flota veneciana sumaba cien galeras y se pusieron al mando de Gerónimo Morosini, que buscó un encuentro contra la flota otomana, pero esta rehuyó la confrontación directa, por lo que los venecianos se contentaron con saquear Modon, Patras y Corone. El capitán bajá Yussuf, que era yerno de Ibrahim I, fue ejecutado por un ataque de cólera del sultán.
En 1646 los otomanos, tras apoderarse de Kisamo, Cladisso y Apricorno, atacaron la ciudad de Rétino, que cayó tras cuarenta días de asedio. Esto hizo que los venecianos acusaran a Juan Capello de apatía y le condenasen a un año de prisión, sustituyéndolo por Giovanni Bautista Grimani.
Ese mismo año Ali-Bey, gobernador de Lecca, atacó a los venecianos en Dalmacia. La expedición fue mal para los turcos porque los Morlacos se sublevaron y sirvieron de auxiliares a los venecianos. En esta expedición Venecia perdió Merlza Vodizza, Rasanza, Torretta y Novigrad por un breve periodo de tiempo, pero los otomanos perdieron las ciudades de Makarska, Iacinizza, Zemonico, Polisana y Succovar, además del apoyo de la población local.
Grimani se dirigió hacia las islas Cícladas con una flota de 20 galeras, 3 galeazas y 50 naves. El 3 de enero avistan unas naves argelinas que se retiran a la isla de Zea pero son capturadas poco después. El 8 de enero una flota otomana comandada por Musa Pasha se dirige hacia Estambul con 55 galeras, 2 naves y muchas embarcaciones menores. Una tormenta hace que pierda 6 galeras y las 2 naves, y el 25 de enero de 1647 se encuentra a la altura de la isla de Makronisi.
Otra tormenta azota la escuadra veneciana de Tommaso Morosini y separa a la nave capitana del resto de la escuadra. La nave de Tommaso Morosini se encuentra con la escuadra turca el 27 de enero de 1647 En la lucha que siguió Morosini perdió la vida pero causó importantes bajas en sus enemigos. Musa Pasha también resultó muerto en este combate. La flota de Grimani llegó a tiempo para impedir que el barco de Morosini cayera en manos otomanas. A pesar de la importante pérdida que supuso la muerte de Tommaso Morosini, el que una sola nave hubiese causado tan importantes daños en la flota otomana fue un duro golpe para la moral turca.

## Asedio de Candía
El año 1648 empezó mal para los venecianos. Una tormenta hundió veintiocho de sus naves. Sin embargo, unos días después Bernardo Morosini llegó con su flota hasta Estambul desafiando a los otomanos. Una flota otomana al mando de Fazli Bajá salió a su paso pero fue puesta en fuga.

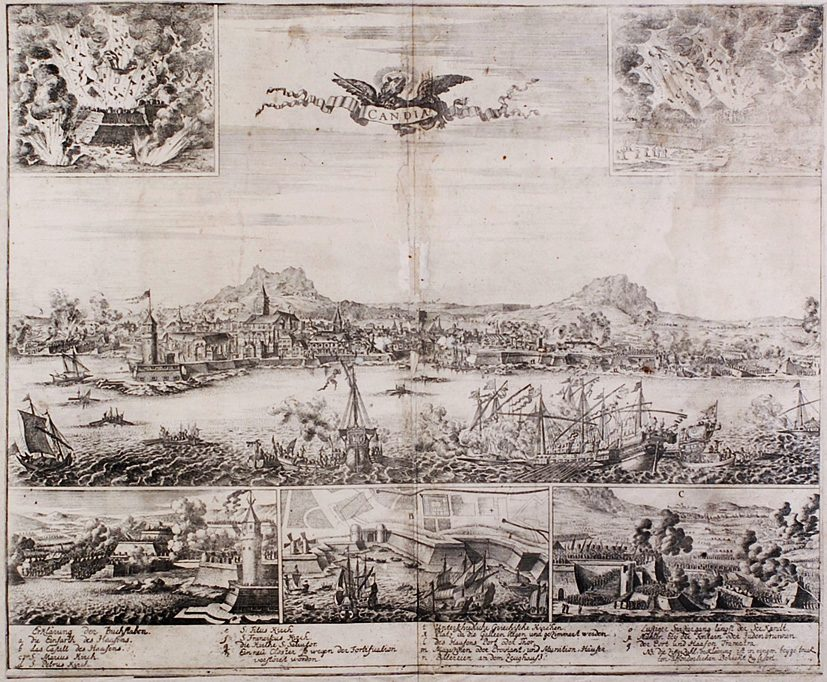
El sitio de Candía.

Tropas otomanas pusieron sitio a la ciudad de Candía, entre el 5 y el 20 de mayo terminaron el foso de circunvalación y levantaron cinco baterías dirigidas contra los principales baluartes de la ciudad.
El 3 de julio, los turcos lanzaron un ataque simultáneo por varias brechas mientras hacían volar una mina. Cuando los otomanos se encontraban ya dentro de la ciudad, un contraataque lanzado por Leonardo Mocenigo consigue desalojarlos de la ciudad. La falta de suministros obligó a Gazi Hüseyin Pasha a levantar el sitio de Candía por un breve espacio de tiempo.

## Guerra naval
Mehmed IV sucedió a Ibrahim I el 8 de agosto de 1648.
A principios del año 1649 el almirante veneciano Giacomo da Riva tenía la misión de vigilar los movimientos de la armada otomana con su flota de 19 naves, número insuficiente para realizar la misión con efectividad. Observó una flota de 65 galeras, 6 galeazas y varias naves a la que no pudo bloquear. Pensando que eran refuerzos para el asedio de Candía, decidió seguir a la flota turca que fondeó en el antiguo puerto de Focea.
Riva quiso aprovechar la ventaja que le daba el que la flota otomana estuviese anclada y la atacó el 12 de mayo de 1649. En la batalla de Focea los venecianos consiguieron capturar una nave y una galera y prendieron fuego a 3 galeazas, 2 galeras y 9 naves. Las bajas venecianas fueron mucho menos importantes, pero Riva se retiró antes de conseguir una victoria total, y el resto de la armada turca se pudo reagrupar y llegar a Creta.

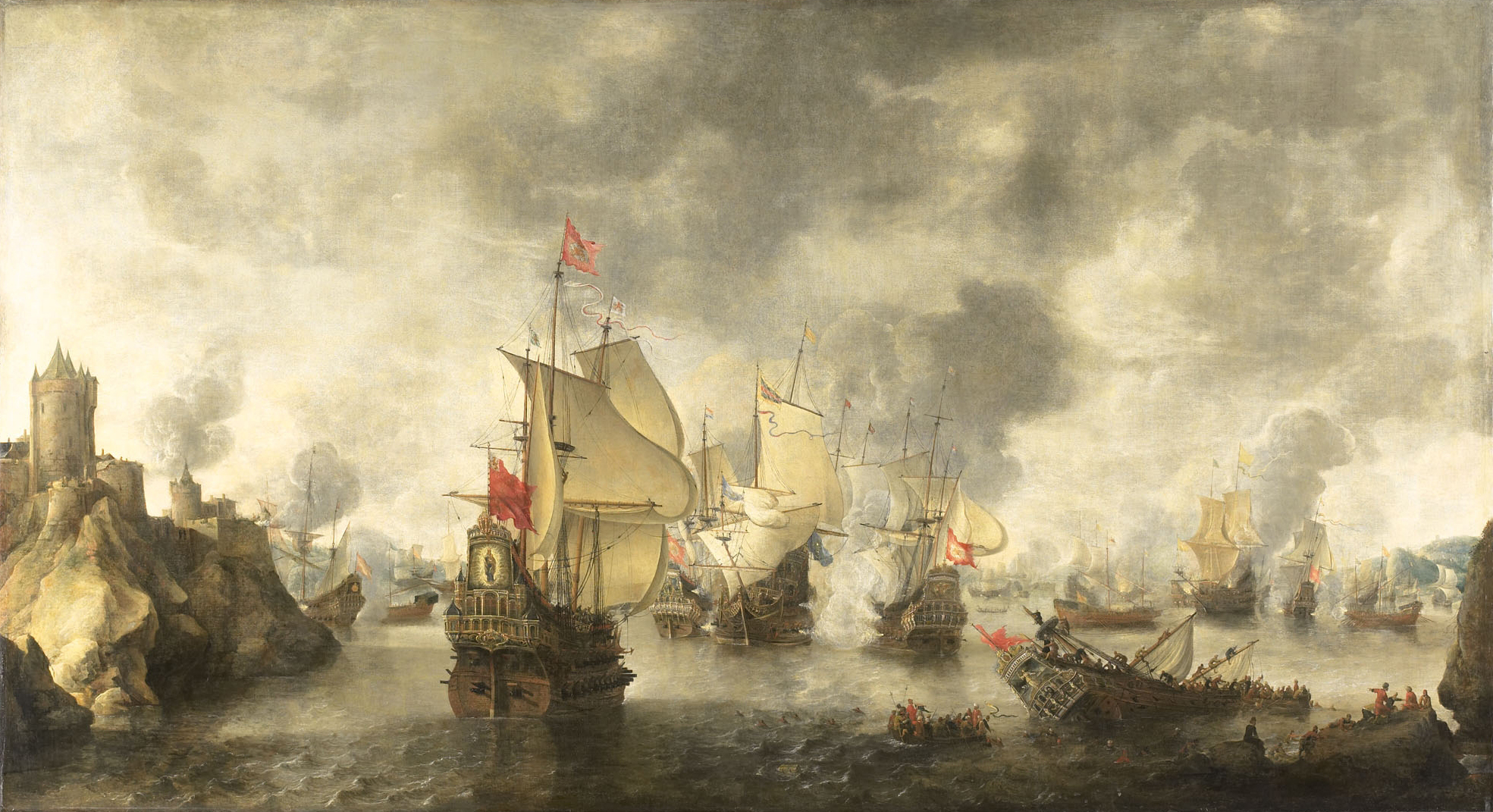
La batalla de Focea. Obra de Abraham Beerstratenm.

Los supervivientes de la flota otomana llegan a Candía reforzando con 3000 hombres a los sitiadores. Se lanzaron varios ataques contra la ciudad, penetrando en ella, pero todos fueron finalmente rechazados. Las tropas otomanas, viendo que ya habían perecido en el asedio 6000 turcos, se amotinaron y Gazi Hüseyin Pasha tuvo que levantar otra vez el asedio dejando solo un cuerpo de observación.
La flota veneciana, a cuyo mando se encontraba Alvise Mocenigo y que contaba con una flota de 24 galeras, 6 galeazas y 28 naves, volvió a bloquear el paso de los Dardanelos y durante dos años ninguna nave turca pudo atravesarlo.
En 1651 una flota otomana fue capaz de romper el cerco. Alvise Mocenigo se lanzó en su persecución y logró interceptarla entre las islas de Paros. En la batalla de Paros (10 de julio de 1651) Mocenigo apresó 10 navíos e incendió otros 5; además se hicieron 965 prisioneros. Por parte veneciana la baja más destacada fue la de Tommaso Mocenigo, hermano del Capitán General. Alvise Mocenigo fue poco después reemplazado por Leonardo Foscolo.

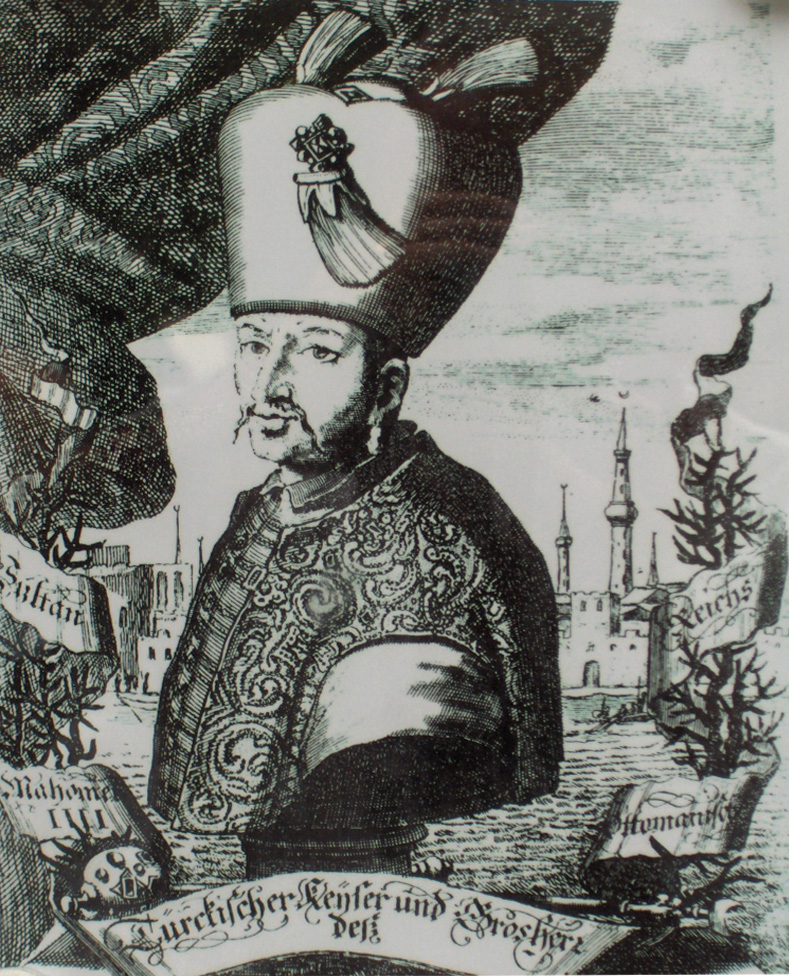
Mehmed IV.

Tras unos años con poca actividad bélica por ambas partes Mocenigo volvió al mando de la flota en 1654.
Giuseppe Dolfin recibió el encargo de vigilar los Dardanelos con 16 navíos, 10 galeazas y ocho galeras. Hacia la armada veneciana se dirigió una flota berberisca de 32 naves y una armada otomana de 65 naves. Estas flotas convergían hacia la flota veneciana de forma que quedaría entre dos fuegos. La Primera batalla de los Dardanelos (20 de mayo de 1654) fue una victoria otomana, pero dada la fuga con éxito de la flota veneciana frente a una fuerza superior, junto con las grandes bajas causadas y la gran valentía mostrada, resultó una victoria moral. Los otomanos saquearon las islas de Tinos y Milo y revituallaron Canea.
Alcise Mocenigo murió y fue sustituido por Francesco Morosini, que en la primavera de 1655, atacó Egina y arrasó la ciudad portuaria de Volos. Lazzaro Mocenigo, hermano de Alcise, fue el encargado de bloquear los Dardanelos con 4 galeazas, 6 galeras y 26 buques.
Contra esta armada arremete una gran flota otomana al mando de Mustafa Pasha que contaba con 8 galeazas, 60 galeras, 30 navíos y 45 galeotas. A pesar de la superioridad numérica otomana, la Segunda batalla de los Dardanelos (21 de junio de 1655) termina en desastre para ellos. Nueve barcos otomanos fueron incendiados, tres capturados y dos hundidos.
El 26 de junio de 1656 se enfrentaron en la Tercera Batalla de los Dardanelos una flota otomana al mando de Chinam Pasha con 9 galeazas, 60 galeras y 28 naves contra una flota veneciana de 6 galeazas, 24 galeras y 13 naves a las órdenes de Lorenzo Marcelo, apoyada por una flota maltesa de 7 galeras al mando de Gregorio Carafa. La batalla fue un fracaso para los turcos: cayeron en manos venecianas 5 galeazas, 13 galeras y 6 naves además de 4 galeazas, 34 galeras y 22 naves que se hundieron o se incendiaron. En esta batalla falleció Lorenzo Marcelo y Lazzaro Mocenigo perdió un ojo. Fue el mayor desastre naval otomano desde la batalla de Lepanto.

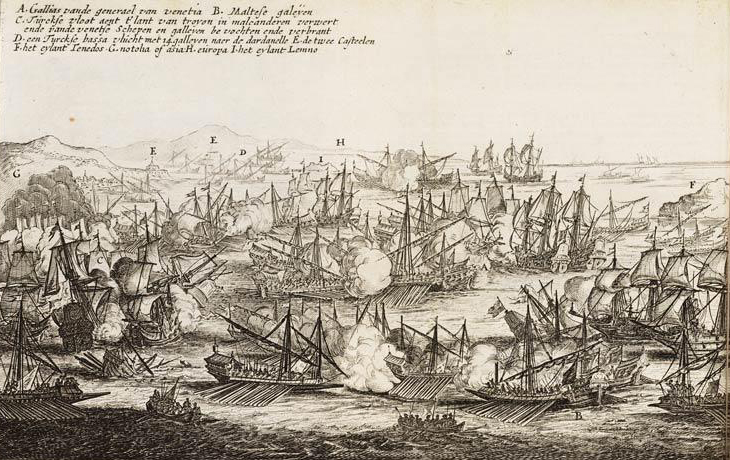
La Tercera Batalla de los Dardanelos. Obra de Pieter Casteleyn.

Gracias a esta victoria, los venecianos se apoderaron de Tenedos (8 de julio de 1656), Samotracia y Lemnos (20 de agosto de 1656). Tras esta derrota Mehmed Köprülü fue nombrado Gran Visir y con prontitud levantó una nueva armada.
En la campaña de 1657 los otomanos pretenden romper el bloqueo de los Dardanelos y recuperar Tenedos y Lemnos. Mocenigo puede contar varios navíos de los Estados Pontificios al mando de Mario Chigi y de Malta a las órdenes de Gregorio Carafa. Las flotas se encuentran en la Cuarta batalla de los Dardanelos (17-19 de julio de 1657); atacó a una flota berberisca que se hallaba cerca de Quios y apresó algunas naves obligando al resto de la flota a resguardarse tras los cañones de unas fortalezas cercanas. El 19 de julio el almirante veneciano decidió adentrarse en el estrecho para atacar al resto de la flota, pero una descarga de artillería derribó los mástiles, que cayeron sobre Lazzaro Mocenigo acabando con su vida. Poco después otra descarga hizo volar la embarcación. Esta pérdida supuso un duro golpe para la moral veneciana. 
Pocas semanas después los otomanos retoman con facilidad Tenedos y Lemnos.
Mehmed Köprülü ofreció la paz con la condición de la entrega de Candía, pero fue rechazada por los venecianos. Venecia pidió ayuda a Francia que envió buques y 5000 soldados que desembarcaron en Canea, ya que pretendían tomarla por sorpresa. Sin embargo, tuvieron que replegarse hacía Candía. Francesco Morosini utilizó estas tropas para intentar forzar el sitio de Candía, pero el ataque fue rechazado y quedaron en el campo de batalla 1500 franceses.
Giorgio Morosini, asistido por el comandante maltés Fabrizio Ruffo, sorprendió a una flota otomana de 36 galeras y en la batalla de Milo destruyó veinte galeras.
Los tres años siguientes fueron de relativa tranquilidad, ya que los otomanos se encontraban enfrascados en una guerra con el Sacro Imperio Romano Germánico, pero tras la Batalla de San Gotardo (1664) Fazil Ahmed, que tras la muerte de su padre se había convertido en Gran Visir, dirigió todas sus fuerzas contra Venecia.

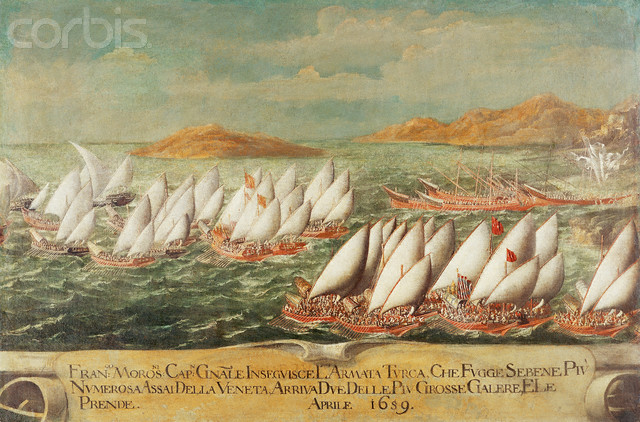
Batalla naval entre venecianos y turcos.

## Caída de Candía
La República de Venecia pidió ayuda a las potencias cristianas y recibió 12 000 soldados de infantería y 1200 de caballería. Estas tropas se emplearon para intentar tomar Canea y levantar el sitio de Candía, pero ambas acciones fracasaron. Las mejores tropas otomanas, al mando personal del Gran Visir, se empeñaron en el sitio de Candía, siendo su número de 60 000 soldados, mientras que los sitiados contaban con 15 000 combatientes a las órdenes de Francesco Morosini.
El 28 de mayo de 1667, los cañones otomanos empezaron a disparar sin interrupción, contestados por las baterías venecianas. Algunos tránsfugas manifestaron que construyendo dos baterías a los dos extremos de las fortificaciones que hacían frente al mar, era fácil impedir el paso a las naves que iban a avituallar la plaza. Todo favorecía a los turcos, al paso que los sitiados, bloqueados estrechamente, eran presa del hambre y de las enfermedades.
El 14 de febrero de 1668, cediendo Morosini a sus temores, solicitó una conferencia con el Gran Visir, que respondió:
«Di a tu amo, dijo al enviado el inflexible Kupruli, que no daré oídos a otras proposiciones que las que tengan por base la inmediata evacuación de la isla y de la plaza que estamos sitiando».
Como Morosini no había acabado aún los recursos, y por otra parte esperaba que de un día al otro le llegaran socorros, se dispuso a combatir. El 19 de junio, llegó a Candia la primera parte del tan esperado contingente francés (en total unos 6000 soldados y 31 buques), bajo el mando de Francisco de Vendôme, duque de Beaufort. El resto de los refuerzos llegaría el 3 de julio.
Los otomanos habían estado haciendo un progreso constante en los últimos años, habiendo alcanzado los baluartes exteriores de la fortaleza. Los defensores se encontraban en una situación desesperada, mientras que la mayoría de la ciudad de Candía yacía en ruinas. Los franceses organizaron su primera salida el 25 de junio. Cogidos por sorpresa, los otomanos fueron derrotados rápidamente, pero los franceses se desorganizaron entre las trincheras de asedio, y un contraataque otomano les hizo retroceder. El ataque terminó en desastre, con un costo para los franceses de cerca de 800 muertos, entre ellos el duque de Beaufort mismo, que fue alcanzado por una bala.

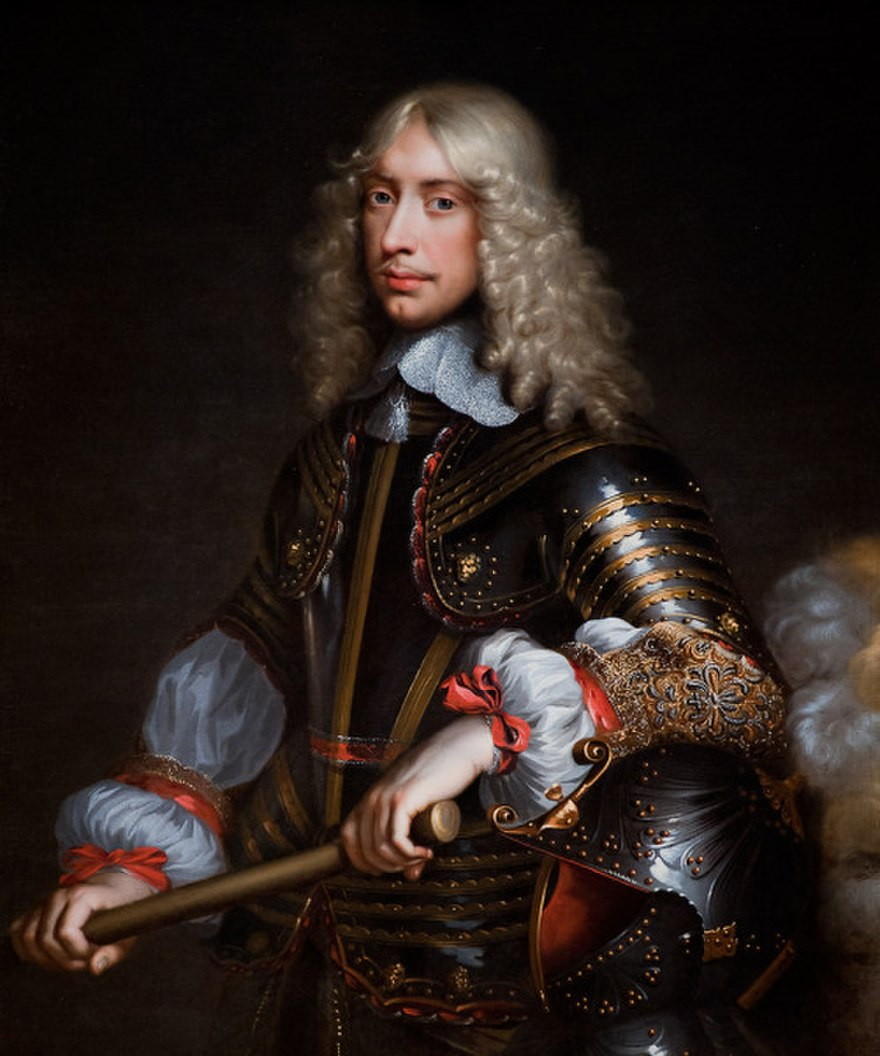
Francisco de Vendôme, duque de Beaufort, obra de Jean Nocret.

Tras la llegada de todos los refuerzos, el 3 de julio Francesco Morosini intentó probar un ataque decisivo. La flota veneciana bombardearía al ejército otomano mientras la guarnición realizaba una salida. La salida terminó en fracaso, provocado entre otras cosas por la explosión de un barco francés que causó muchos daños en las naves circundantes. Este fracaso, unido a la catástrofe del mes anterior, enrareció las relaciones entre los franceses y los venecianos. El contingente francés finalmente salió de la ciudad el 20 de agosto. Dos ataques otomanos el 25 de agosto fueron rechazados, pero para Morosini era evidente que la ciudad ya no se salvaría.
El 6 de septiembre de 1669, la ciudad se rindió a los otomanos, mientras que los supervivientes de la guarnición, los ciudadanos y sus tesoros fueron evacuados. Por iniciativa propia, Morosini celebró un acuerdo de paz permanente con los otomanos, que, dadas las circunstancias, fue relativamente generoso: Venecia retendría las islas del Egeo de Tinos y Egina (tomada en 1654) y las fortalezas de Spinalonga, Gramvousa (Kísamos) y Souda frente a las costas de Creta, así como las ganancias realizadas en Dalmacia, Makarska en 1646 y Klis con su importante fortaleza en 1648.
Las cifras de este asedio son asombrosos. Los otomanos dieron un total de 69 asaltos, 55 subterráneos, volaron 4000 minas, gastaron 730 000 quintales de pólvora y perdieron 100 000 hombres. Los venecianos hicieron 96 salidas, gastaron 5300 barriles de pólvora, arrojaron 40 000 bombas, 16 700 balas, gastaron 126 000 000 de ducados y perdieron 30 000 hombres.

## Consecuencias
La entrega de Candia terminó los cuatro siglos y medio de gobierno veneciano en Creta y trajo el Imperio Otomano a su apogeo territorial. Al mismo tiempo, sin embargo, el costo y las bajas de esta guerra prolongada contribuyeron en gran medida a la disminución del Estado otomano durante finales el siglo XVII. Por otro lado, Venecia había perdido su mayor y más próspera colonia, su eminente posición comercial en el Mediterráneo había disminuido y su tesoro se había agotado. A todo esto, las ganancias en Dalmacia fueron una compensación insuficiente. A su regreso a Venecia en 1670, Morosini fue juzgado por cargos de insubordinación y traición, pero fue absuelto. Quince años después, llevaría a las fuerzas venecianas en la guerra de la Liga Santa, donde la República intentó recuperar sus dominios en el Mediterráneo Oriental. Durante el curso de esa guerra, en 1692, una flota veneciana intentó retomar Candía, pero fracasó. Los últimos reductos venecianos de Creta cayeron en la guerra turco-veneciana (1714-1718). La isla continuó bajo soberanía otomana hasta el establecimiento del Estado de Creta y la retirada en noviembre de 1898 de todas las tropas otomanas. Después de la Primera Guerra de los Balcanes, el 1 de diciembre de 1913, se unió formalmente a Grecia.